# Ambacourt
Ambacourt là một xã, nằm ở tỉnh Vosges trong vùng Grand Est của Pháp. Xã này có diện tích 6,76 kilômét vuông, dân số năm 1999 là 277 người. Xã này nằm ở khu vực có độ cao trung bình 260 m trên mực nước biển.
Dân địa phương tiếng Pháp gọi là Ambacurtiens.

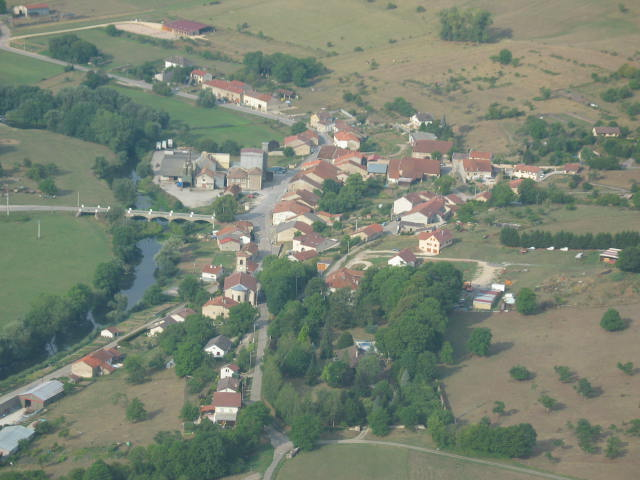
Cảnh Ambacourt

## Biến động dân số
| 1962                                         | 1968 | 1975 | 1982 | 1990 | 1999 |
| -------------------------------------------- | ---- | ---- | ---- | ---- | ---- |
| 181                                          | 185  | 177  | 215  | 275  | 277  |
| Số liệu từ năm 1962: Dân số không tính trùng |      |      |      |      |      |